# Vestern
Vestern (eng. Western) je žanr stvaralaštva u književnoj, filmskoj, radijskoj televizijskoj, strip i drugim umjetnostima. Vesterni uglavnom tematiziraju događaje koji se uglavnom odvijaju u drugoj polovici 19. stoljeća na Zapadu Sjedinjenih Država (poznat kao Američki Stari Zapad ili Divlji zapad), ali u i Zapadnoj Kanadi i Meksiku. Neki vesterni smješteni su u ranija razdoblja kao što je Bitka za Alamo 1836., no oni se uglavnom odvijaju u vremenu nakon Američkog građanskog rata i prije kraja Indijanskih ratova 1890., iako postoji nekoliko "kasnih vesterna" (npr. Divlja horda), dok su neki smješteni u doba Meksičke revolucije 1920.
Vesterni često prikazuju sukob primitivnog i zastarjelog načina života i moderne tehnologije ili društvenih promjena. Često za takve opise služe prikazivanja sukoba između domorodaca i došljaka ili američke konjice, ili pak opasnost koja prijeti rančerima od Industrijske revolucije. Američki vesterni četredesetih i pedesetih godina naglašavaju vrijednosti časti i poržtvovnosti. Vesterni iz šezdesetih i sedamdesetih su često obojeni pesimističkim tonovima, glorificirajući buntovnog antijunaka i naglašavajući cinizam, brutalnost i nepravednost američkog zapada.

## Teme
Žanr vesterna, pogotovo u filmovima, često prikazuje osvajanje divljine i podređivanje prirode u ime civilizacije ili zapljenu teritorijalnih prava od originalnih stanovnika tih područja. Vestern opisuje društvo organizirano oko kodeksa časti, a ne zakona. Popularna percepcija vesterna je priča koja se vrti oko života polunomadskog lutalice, obično kauboja ili revolveraša.
Na neki način, takvi protagonisti mogu se smatrati doslovnim potomcima vitezova lutalica koji su stajali u središtu svakog ranijeg većeg žanra. Kao i kauboj ili revolveraš u vesternu, vitez lutalica iz ranijih europskih priča i poezije je lutao od mjesta do mjesta na svojem konju, boreći se sa zlikovcima raznih boja i ne vežući se za nikakve društvene strukture nego samo za svoj kodeks časti. I kao vitezovi lutalice, heroji vesterna obično spašavaju djeve u nevolji.
Tehnologije epohe - kao što su telegraf, tiskarski stroj i željeznica - obično simboliziraju neminovni kraj divlje prerije. U nekim "kasnim vesternima", kao što je Divlja horda, spominju se automobil pa čak i zrakoplov. Oružje je jedno od glavnih elemenata, a obično se radi o puški Winchester ili pištolju Colt. Često se koristi i dinamit, nekad kao sredstvo razaranja, a ponekad i kao oružje. Ponekad se, doduše u manjoj mjeri, može vidjeti i Getlingov top.
Vestern uzima ove elemente i koristi ih kako bi ispričao jednostavne priče o moralnosti, obično uz spektakularne prikaze američkog Zapada. Vesterni često izobličuju nesmiljenost divljine te često smještaju radnju u pustinjske predjele. Specifična okruženja uključuju izolirane utvrde, rančeve i seoske kuće; indijansko selo; ili manji grad sa saloonom, trgovinom mješovitom robom, stajom i zatvorom. Osim divljine, obično salooni naglašavaju da je to "Divlji zapad": to je mjesto gdje se ide radi glazbe (razuzdano sviranje klavira), djevojaka (često prostitutki), kockanja (obično poker), pića (pivo ili viski), tučnjave i obračuna. U nekim vesternima, gdje je došla "civilizacija", grad ima crkvu i školu; u drugima, gdje vlada zakon divljine, to je mjesto, kao što je rekao Sergio Leone, "gdje život nema vrijednosti".

## Film

### Karakteristike
Većina karakteristika vesterna je dio popularne vestern književnosti 19. stoljeća koje su već postojale prije nego što je film postao popularna umjetnička forma. Za vestern filmove karakteristični su protagonisti kao što su kauboji, revolveraši ili lovci na nagrade, često prikazani kao polunomadski lutalice koji nose Stetson šešire, šarene svilene rupce, mamuze i hlače od jelenje kože, koriste revolvere ili puške kao svakodnevno sredstvo za preživljavanje te jašu između prašnjavih gradova i stočnih rančeva na vjernim konjima.
Filmovi često opisuju sukobe s Indijancima. Iako su ih rani etnocentrični vesterni često prikazivali kao nečasne zlikovce, njihov opis u kasnijim kulturno neutralnijim vesternima je puno blaži. Od ostalih čestih tema vesterna, treba izdvojiti putovanja i skupine bandita koji teroriziraju male gradove kao u Sedmorici veličanstvenih.
Rani vesterni uglavnom su bili snimani u studijima, baš kao i stari holivudski filmovi, ali kad je u tridesetima postalo uobičajeno snimanje na lokaciji, producenti vesterna koristili su zabačena mjesta Novog Meksika, Kalifornije, Arizone, Utaha, Nevade, Kansasa, Teksasa, Colorada i Wyominga. Iako su mnogi vesterni snimljeni u Kaliforniji i Arizoni, većina je radnjom bila smještena u Teksas. Produkcije su snimane i na lokacijama na filmskim rančevima.
Često krajolik postaje nešto više od puke živopisne pozadine: postaje lik u filmu. Početkom pedesetih, mnogi su koristili široke formate ekrana kao što su cinemascope (1953.) i VistaVision kako bi dočarali spektakularne vestern krajolike. Prikaz Monument Valleyja Johna Forda bio je ekspresivni krajolik u njegovim filmovima od Poštanske kočije (1939.) do Jeseni Čejena (1965.).

### Podžanrovi
Sam žanr vesterna ima svoje podžanrove, kao što su epski vestern, raspjevani kauboj vesterni, i humoristični vesterni. U šezdesetima i sedamdesetima pojavio se novi tip, revizionistički vestern.
Klasični vesterni
Prvi vestern film bio je Velika pljačka vlaka iz 1903., nijemi film redatelja Edwina S. Portera s Broncho Billyjem Andersonom u glavnoj ulozi. Popularnost filma otvorila je vrata Andersonu da postane prva filmska kaubojska zvijezda; snimio je nekoliko stotina kratkih vestern filmova. Žanr je bio toliko popularan da je uskoro dobio konkurenciju u obliku Williama S. Harta. Zlatno doba vestern filmova određuje rad dvojice redatelja: Johna Forda (u čijim je filmovima u glavnoj ulozi često nastupao John Wayne) i Howarda Hawksa.
Špageti-vesterni
Tijekom šezdesetih i sedamdesetih u Italiji se dogodio preporod vesterna sa "špageti-vesternima" ili "italo-vesternima".  Zajednička obilježja špageti vesterna su: niski proračun, talijanski jezik, talijanski redatelji, nepoznati glumci, snimanje u talijanskim filmskim studijima Cinecitta, na Sardiniji i na lokacijama u Španjolskoj, u pustinji u pokrajini Almería (zbog jeftine ekipe i troškova produkcije kao i zbog sličnosti s krajolicima jugozapadnog SAD-a), te su prepoznatljiva po prenaglašavanju općih mjesta, mitskih odrednica i žanrovskih konvencija vesterna, nerijetko minimalističkom redateljskom prosedeu i čestim posezanjima za hipertrofiranim nasiljem, kojeg kao i akcije ima mnogo više nego u klasičnom vesternu. Demitologizacija i dekonstrukcija izvorno američkog filmskog žanra pritom su dijelom provođene namjerno, a dijelom su se javile kao posljedica rada u europskim (neameričkim) kulturama i uz skromne proračune.
Filmovi Sergia Leonea imaju parodijsku dimenziju (čudna uvodna scena u filmu Bilo jednom na Divljem zapadu je preinačenje uvodne scene vesterna Freda Zinnemanna Točno u podne) koja im daje drugačiji ton od holivudskih vesterna. Charles Bronson, Lee Van Cleef i Clint Eastwood postali su slavni zahvaljujući nastupima u špageti-vesternima, iako su oni služili i kao izleti za poznate glumce kao što su Jason Robards, James Coburn, Klaus Kinski i Henry Fonda.
Osterni
Vesterni istočno-europske produkcije bili su popularni u istočno-europskim komunističkim zemljama, a bili su i omiljeni Staljinovi filmovi. "Crveni vesterni" ili "ostern" filmovi obično sa simpatijama prikazuju američke Indijance, kao ljude koji se bore za svoja prava, što je bilo u suprotnosti s američkim vesternima tog vremena, koji su Indijance često prikazivali kao zlikovce. U nedostatku autentičnih Indijanaca, u ulogama Indijanaca često su nastupali ljudi s područja bivše Jugoslavije i Turske.
Gojko Mitić igrao je pravedne, dobrodušne i šarmantne indijanske poglavice. Postao je počasni poglavica plemena Siusa kad je posjetio Sjedinjene Američke Države u devedesetima, a televizijska ekipa koja ga je pratila prikazala je plemenu jedan od njegovih filmova. Američki glumac i pjevač Dean Reed, prognanik koji je živio u Istočnoj Njemačkoj, također je nastupio u nekoliko filmova.
Žanr osterna razvio se u Sovjetskom Savezu kao domaća protuteža američkom vesternu. Osterni su smješteni u Srednju Aziju ili ruske stepe tijekom post-revolucionarnog Ruskog građanskog rata. Povijesno okruženje Ruskog građanskog rata dijelilo je mnoge legendarne sastavnice Divljeg zapada: romantični sukob dobra i zla, sukob kultura s povremeno neprijateljski raspoloženim domorocima, jahanje, vlakove, obračune i beskrajne krajolike. Ogledni primjer osterna je kultni film White Sun of the Desert.
Revizionistički vesterni
U studijama žanra, filmovi koji mijenjaju tradicionalne elemente žanra nazivaju se "revizionistički". Nakon početka šezdesetih, mnogi američki redatelji počeli su dovoditi u pitanje i mijenjati mnoge tradicionalne elemente vesterna. Jedna od većih promjena bio je puno pozitivniji prikaz Indijanaca koji su u prijašnjim filmovima tretirani kao "primitivni". Publika je bila ohrabrena dovoditi u pitanje junak vs. zlikovac dualizam i moralnost korištenja nasilja u svrhu testiranja jednog junaka ili kako bi dokazali pravo jednoga od njih. Možda je najbolji primjer revizionističkog vesterna Odmetnik Josey Wales (1976.) u kojem je glavni junak južnjački gerilac koji se bori kako bi osvetio svoju obitelj pobijenu od strane regularne vojske SAD-a.
Neki suvremeni vesterni daju ženama snažnije uloge. Jedan od ranijih filmova koji obuhvaćaju sve ove elemente bio je pustolovni film iz 1956., Posljednji vagon u kojem Richard Widmark igra bijelca kojeg su odgojili Komanči, a kojeg progone bijelci, s Felicijom Farr i Susan Kohner u ulogama mladih žena prisiljenih preuzeti liderske uloge.
Acid vesterni
Filmski kritičar Jonathan Rosenbaum govori o promjeni žanra u šezdesetima i sedamdesetima kao o acid vesternima, koji su povezani s Dennisom Hopperom, Jimom McBrideom i Rudyjem Wurlitzerom, kao i filmove Pucanje Montea Hellmana, bizarni eksperimentalni film Krtica Alejandra Jodorowskog i Greaser Palace Roberta Downeyja Sr. El Topo iz 1970. je alegorijski, kultni vestern i underground film o eponimskom junaku - nasilnom, u crno obučeno revolverašu - i njegovom misijom prosvjećivanja. Film je pun bizarnih likova i događanja, osakaćenih i patuljastih performera i jakih doza kršćanskog simbolizma i istočnjačke filozofije. I neki špageti-vesterni su prekoračili granicu acid žanra, kao što je mistični Keoma Enza G. Castellanija iz 1976., vestern koji obrađuje metafizički Sedmi pečat Ingmara Bergmana.
Od novijih filmova, izdvajaju se Walker Alexa Coxa i Mrtav čovjek Jima Jarmuscha. Rosenbaum opisuje "acid vesterne" kao "formuliranje hladne, primitivne poezije koja opravdava njezin halucinirajući sadržaj." Konačno, "acid vestern" izražava senzibilitet kontrakulture da kritizira i zamijeni kapitalizam sa svojim aletrantivnim verzijama promjene.
Suvremeni vesterni
Iako se ovi filmovi odvijaju u suvremenom američkom okruženju, oni koriste teme i motive Starog Zapada (buntovnički antijunak, otvorena prostranstva i pustinjski krajolici te obračuni). Većim dijelom se odvijaju na američkom Zapadu te otkrivaju razvoj mentaliteta Starog Zapada u kasnom dvadesetom stoljeću. Ovaj podžanr obično uključuje likove karakteristične za Stari Zapad koji se bore sa "suvišnošću" u "civiliziranom" svijetu koji odbija njihovo zastarjelo shvaćanje pravde.
Primjeri su Tri sprovoda u Meksiku Tommyja Lee Jonesa, Donesite mi glavu Alfreda Garcije (1974.) Sama Peckinpaha, Usamljena zvijezda (1996.) Johna Saylesa, Bilo jednom u Meksiku (2003.) Roberta Rodrigueza, kontroverzni film o homoseksualnim kaubojima Anga Leeja, Planina Brokeback (2005.) i Don't Come Knocking (2005.) Wima Wendersa.
SF vesterni
Ovi filmovi kombiniraju znastveno-fanstastične teme ili futurističke elemente s vestern okruženjem. Primjeri su serijal Mračni toranj Stephena Kinga, Povratak u budućnost 3, Westworld i Divlji zapad. Ovaj stil razlikuje se od svemirskih vesterna, kao što je Serenity of Bravestarr, koji je uveo vestern elemente u SF okruženju.

### Studije žanra
U šezdesetima se pojavila akademska i kritička pažnja za film kao legitimnu umjetničku formu. Uz pojačanu pozornost, filmska teorija je bila toliko razvijena da se pokuša shvatiti važnost filma. Iz ovog okruženja razvio se dio kritičkih studija nazvan studije žanra. Bio je to u prvom redu semantički i strukturalistički pristup shvaćanju kakve slične poruke prenose filmovi.
Dugo ismijavan zbog svoje priproste moralnosti, počeo se gledati žanr vestern filma, a ne serija konvencija i kodova koji su služili kao metode kratkotrajne komunikacije s publikom. Na primjer, junak nosi bijeli šešir, dok negativac nosi crni šešir; kad se dvojica muškaraca suočavaju nasred puste ulice, slijedi obračun; stočari i rančeri su usamljenici, dok su ljudi iz grada okrenuti obitelji i zajednici, itd. Svi vestern filmovi mogu se čitati kao serija kodova i varijacija tih kodova.
Od sedamdesetih, vestern žanr se razmrsio kroz seriju filmova koji su koristili kodove, ali u prvom redu kao način njihova iscrpljivanja (Mali veliki čovjek i Maverick to su radili kroz komediju). Ples s vukovima uistinu oživljava sve originalne kodove i konvencije. Nepomirljivi, scenarista Davida Webba Peoplesa i redatelja Clinta Eastwooda, koristi sve originalne konvencije, samo okreće posljedice. Umjesto da umru hrabro ili stoički, junaci cvile, plaču i mole za milost; umjesto da junak spašava nevine, negativac je taj koji kreće na put osvete.
Jedan od rezultata studija žanra je taj da su neki tvrdili da se "vesterni" ne moraju odvijati na američkom Zapadu ili čak u devetnaestom stoljeću, jer se kodovi mogu pronaći u drugim tipovima filmova. Na primjer, tipična radnja vesterna je taj da čovjek od zakona s istoka kreće na zapad gdje se suočava s prijevarama i sukobljava s bandom odmetnika i plaćenika, a pomaže mu lokalni šerif koji ima dobre namjere, ali je nedjelotvoran sve do kritičnog trenutka gdje se iskupljuje spašavajući junakov život. Taj opis može biti korišten kako bi se opisao bilo koji vestern, kao i akcijski film Umri muški. Hud, s Paulom Newmanom, i Sedam samuraja Akire Kurosave, često se navode kao primjeri filmova koji se ne odvijaju na američkom Zapadu, ali imaju mnoge teme i karakteristike uobičajene za vesterne. Slično tome, filmovi koji se odvijaju na starom američkom Zapadu ne moraju biti "vesterni".

### Utjecaji
Mnogi vesterni nakon sredine pedesetih bili su pod utjecajem japanskih samurajskih filmova Akire Kurosawe. Na primjer, Sedmorica veličanstvenih bio je remake Kurosawinih Sedam samuraja, kao što su i Za šaku dolara i Posljednji preživjeli bili remakeovi Kurosawine Tjelesne straže, koja je s druge strane snimljena pod utjecajem Crvene žetve, američkog detektivskog romana Dashiella Hammetta. Kurosawa je bio pod utjecajem američkih vesterna te je bio veliki obožavatelj žanra, posebno Johna Forda.
Unatoč hladnom ratu, vestern je izvršio snažan utjecaj na kinematografiju Istočnog bloka, koja je imala vlastiti žanr, tzv. "crvene vesterne" ili "osterne". Općenito, ova dva žanra imaju sljedeće oblike: ili čisti vesterni snimani u Istočnom bloku, ili akcijski filmovi smješteni u vrijeme Oktobarske revolucije ili Građanskog rata i Basmachi ustanka u kojima su turski narodi igrali slične uloge kao Meksikanci u tradicionalnim vesternima.
Izdanak vestern žanra je "post-apokaliptični" vestern, u kojem se društvo budućnosti bori za novi početak nakon velike katastrofe. Primjeri su Poštar i serijal Pobješnjeli Max, te kompjuterska igra Fallout. Mnogi elementi filmova i serija o svemirskom putovanju preuzeti su iz konvencija vesterna. To je posebno slučaj u podžanru znanstvene fantastike, space westerna. Tajna Jupitera Petera Hyamsa preselio je temu Točno u podne u svemir.
Serija Firefly koristi eksplicitne vestern teme kako bi dočarala daleke svjetove. Anime serije kao što su Cowboy Bebop i Outlaw Star dijele slične kombinacije znanstvene fantastike i vestern elemenata. SF vestern može biti podžanr vesterna ili znastvene fikcije. Elementi vestern filmova mogu se pronaći u nekim filmovima koji u prvom redu pripadaju drugim žanrovima. Primjerice, Zlato za odvažne (Kellyjevi junaci) ratni je film, ali radnja i likovi su slični onima iz vesterna. Britanski film Zulu smješten tijekom Anglo-Zulu rata ponekad je uspoređivan s vesternom, iako je smješten u Južnu Afriku.
Lik kojeg igra Humphrey Bogart u film noir filmovima kao što su Casablanca, Imati i nemati ili Blago Sierra Madre - individualac vezan samo za svoj osobni kodeks časti - ima mnogo toga zajedničkoga s junakom klasičnog vesterna. Suprotno tome, vestern je također iskoristio mnoge noir elemente, kao u filmu Sugar Creek.
Mračni toranj Stephena Kinga je serija od sedam knjiga koje obuhvaćaju teme vesterna, high fantastike, znanstvene fantastike i horora. Protagonist Roland Deschain je revolveraš osmišljen po uzoru na "Čovjeka bez imena" iz filmova Sergia Leonea. Osim toga, žanr superheroja opisivan je kao da je preuzeo junaka kauboja, samo što ga je smjestio u urbano okruženje i dao mu nadnaravne moći.
Ratovi zvijezda Georgea Lucasa koriste mnoge elemente vesterna, a sam Lucas je rekao kako je sa serijalom namjeravao revitalizirati filmsku mitologiju, dijelom oslonjenu na vestene. Jediji, koji su preuzeli ime od Jidaigekija, modelirani su po uzoru na samuraje, čime se pokazuje utjecaj Kurosawe. Lik Han Sola odjeven je kao revolveraš, a Mos Eisley Cantina sliči na vestern saloon.

## Televizija
Televizijski vesterni su podžanr vesterna, žanr u filmu, fikciji i drami u kojima su priče smještene obično u zadnju polovicu 19. stoljeća na američki Stari Zapad, Zapadnu Kanadu ili Meksiko tijekom perioda negdje oko 1860. do kraja tzv. "Indijanskih ratova". Kad je krajem četredesetih i pedesetih televizija postala popularna, TV vesterni ubrzo su postali omiljeni među publikom. Mnogi TV vesterni koji su se prikazivali nekoliko puta postali su svojevrsni klasici. Neki od poznatijih TV vesterna su Gunsmoke, The Lone Ranger i Bonanza.
TV vestern je svoj vrhunac doživio 1959. kad se u prime-timeu prikazivalo 26 takvih serija. Zbog velikih troškova produkcije, početkom šezdesetih su akcijske polusatne serije počele zamjenjivati jednosatne televizijske serije, sve više u boji. 1970. su uvedeni novi elementi u TV vesterne, kao što su elementi kriminalističke drame i misterije. U 1990-ima i 2000-ima su se počeli prikazivati jednosatni televizijski vesterni. Osim toga, ponovno su uvedeni neki novi elementi, kao što je fantastika (Firefly).

## Književnost
Vestern fikcija je književni žanr smješten na američki Stari Zapad između 1860. i 1900. Poznati vestern pisci bili su Zane Grey od početka 20. stoljeća, te Louis L'Amour od sredine stoljeća. Žanr je svoj vrhunac dosegao početkom šezdesetih, ponajviše zbog popularizacije televizijskih vesterna kao što je Bonanza. Zanimanje je opalo u drugoj polovici sedamdesetih, a novi pad je zabilježen početkom 21. stoljeća.

## Drugi mediji
Vestern žanr javio se i u stripovima, kompjuterskim i videoigrama i igrama uloga. U stripovima, vesterni su dočarani na klasičan način, kao u klasičnim stripovima kasnih četrdesetih i ranih pedesetih; u 1990-ima i 2000-ima vestern stripovi uključuju i neke nove elemente, obično motive iz horora i fantastike. U kompjuterskim igrama, žanr vesterna je klasičan ili hibrid vesterna i horora.

## Poznati glumci i redatelji

### Glumci
| - Alan Ladd - Audie Murphy - Ben Johnson - Buck Jones - Burt Lancaster - Charles Bronson - Christian Bale - Chuck Connors - Clayton Moore - Clint Eastwood - Clint Walker - Dan Blocker - Dean Martin - Dennis Weaver - Duncan Renaldo - Edgar Buchanan - Eli Wallach - Emilio Esteves - Ernest Borgnine - Errol Flynn - Fess Parker - Franco Nero - Fred MacMurray - Gary Cooper - Gene Autry - Glenn Ford - Gregory Peck - Guy Madison | - Harry Carey Jr. - Harry Carey - Henry Fonda - Hugh O'Brian - Jack Elam - Jack Holt - Jack Palance - James Arness - James Coburn - James Garner - James Stewart - Jay Silverheels - Joel McCrea - John McIntire - John Wayne - Jonathan Gilbert - Justus Barnes - Ken Curtis - Kevin Costner - Kirk Douglas - Lee Marvin - Lee Van Cleef - Leo Carrillo - Lindsay Greenbush - Lorne Greene - Lou Diamond Phillips - Michael Landon | - Pernell Roberts - Randolph Scott - Richard Boone - Richard Dix - Richard Bull - Richard Widmark - Robert Duvall - Robert Mitchum - Robert Redford - Robert Ryan - Ron Howard - Roy Rogers - Russell Crowe - Sam Elliott - Sidney Greenbush - Tim Holt - Tim McCoy - Tom Mix - Tom Selleck - Tom Tyler - Val Kilmer - Victor Mature - Walter Brennan - Ward Bond - William Boyd - William Holden - William S. Hart |

### Glumice
| - Allison Arngram - Anna Lee - Barbara Stanwyck - Candice Bergen - Claire Trevor - Dale Evans - Dorothy Malone | - Felicia Farr - Jane Russell - Jean Arthur - Joanne Dru - Karen Grassle - Katherine MacGregor - Katharine Ross - Katy Jurado | - Marin Sais - Maureen O'Hara - Melissa Gilbert - Melissa Sue Anderson - Olivia de Havilland - Rhonda Fleming - Valerie French - Vera Miles |

### Raspjevani kauboji
| - Gene Autry - Rex Allen | - Roy Rogers - Sons of the Pioneers | - Tex Ritter - Kirpatrick Thomas |

### Redatelji
| - Andrew V. McLaglen - Anthony Mann - Budd Boetticher - Cecil B. DeMille - Clint Eastwood - Don Siegel - George Stevens | - Gunnar Hellstrom - Howard Hawks - John Ford - John Huston - Kevin Costner - Lawrence Kasdan - Michael Curtiz | - Michael Landon - Monte Hellman - Nathan Juran - Raoul Walsh - Rouben Mamoulian - Sam Peckinpah - Sergio Leone |

## Vanjske poveznice
- Yezbick, Daniel. The Western  Arhivirana inačica izvorne stranice od 30. lipnja 2006. (Wayback Machine), St. James enciklopedija pop kulture, 2002.
- Top 50 vesterna na IMDb-u  Arhivirana inačica izvorne stranice od 7. studenoga 2007. (Wayback Machine)
- Kuća velikih vestern izvođača  Arhivirana inačica izvorne stranice od 9. listopada 2004. (Wayback Machine) na National Cowboy & Western Heritage Museum
- Američki vestern pisci